# Good Music
Good Music es el quinto álbum de estudio de la agrupación estadounidense Joan Jett and the Blackhearts, publicado en 1986. Inicialmente iba a llamarse Contact, pero el nombre fue cambiado en sus últimas etapas de producción.

## Lista de canciones
| Lado A |                                           |          |  |
| N.º    | Título                                    | Duración |  |
| 1.     | «Good Music»                              | 5:45     |  |
| 2.     | «This Means War»                          | 3:37     |  |
| 3.     | «Roadrunner» (Cover de The Modern Lovers) | 3:33     |  |
| 4.     | «If Ya Want My Luv»                       | 3:53     |  |
| 5.     | «Fun, Fun, Fun» (Cover de The Beach Boys) | 2:19     |  |

| Lado B |                                                              |          |  |
| N.º    | Título                                                       | Duración |  |
| 6.     | «Black Leather»                                              | 3:59     |  |
| 7.     | «Outlaw»                                                     | 4:16     |  |
| 8.     | «Just Lust»                                                  | 3:16     |  |
| 9.     | «You Got Me Floatin'» (Cover de The Jimi Hendrix Experience) | 3:30     |  |
| 10.    | «Contact»                                                    | 3:11     |  |

## Créditos
- Joan Jett - guitarra, voz
- Ricky Byrd - guitarra, voz
- Kasim Sulton - bajo
- Gary Ryan - bajo, coros
- Thommy Price, Lee Crystal - batería